# Vild selleri
Vild selleri (Apium graveolens) er en toårig plante i skærmplante-familien. Blomsterne sidder i dobbeltskærme og bladene er fjersnitdelte. Vild selleri har en meget skarp smag og egner sig ikke til menneskeføde, men fra ældgammel tid har der været dyrket kulturformer med mildere smag.

## Beskrivelse
Vild selleri er en 30-120 centimeter høj urt med opret, marvfyldt og kraftigt furet stængel. Bladene er mørkegrønne og glinsende. De er fjersnitdelte med stilkede afsnit. De hvidlige eller grønlige blomster sidder i dobbeltskærme, der både mangler småsvøb og storsvøb. Frugten er næsten kugleformet og gulbrun med kraftige ribber. Planten har tydelig sellerilugt.

## Udbredelse
Arten er udbredt langs dele af Europas kyster og desuden i Nordafrika og langs Asiens kyst til Sydøstasien. Den træffes også på saltholdig bund inde i landet. Vild selleri er stamform til den dyrkede selleriplante og er derfor også spredt til andre verdensdele.
I Danmark findes vild selleri hist og her på Øerne (dog ikke Bornholm) på strandenge og brakvandsprægede strandsumpe. I resten af landet er den sjælden eller helt manglende. Den blomstrer i juni til september.